# Hydrotaea cilitibia
Hydrotaea cilitibia este o specie de muște din genul Hydrotaea, familia Muscidae, descrisă de Adrian C. Pont și Baldock în anul 2007.
Este endemică în Kenya. Conform Catalogue of Life specia Hydrotaea cilitibia nu are subspecii cunoscute.